# Dinalungan
Dinalungan es un municipio filipino de cuarta categoría, situado en la isla de Luzón. Forma parte de la provincia de Aurora situada en la Región Administrativa de Luzón Central, también denominada Región III.

## Geografía
Municipio situado en el norte de la provincia, unos 50 km, 4,5 horas en barco, al noreste de Baler, la capital provincial. Es el municipio menos poblado de la provincia.
Su término linda al nordeste con el municipio de  Casigurán separado por el río Dinalungan; al sur  y este con el de  Mar de Filipinas, Seno de Casigurán; al oeste con el municipio de Nagtipunán en la provincia de Isabela de Luzón; y al suroeste con el municipio de Dipaculao.
Tiene una extensión superficial de 316.85 km² y según el censo del 2007, contaba con una población de 10.145 habitantes y 1.875 hogares; 10.988 habitantes el día primero de mayo de 2010

### Barangayes
El municipio de Dinalungan se divide, a los efectos administrativos, en 9 barangayes o barrios, conforme a la siguiente relación:
| - Abuleg - Zona I (Población) | - Zona II (Población) - Nipoo (Bulo) | - Dibaraybay - Ditawini | - Mapalad - Paleg - Simbahan |  |

## Historia
En 1966 varios barrios pertenecientes al municipio de Casiguran forman el término municipal de Dinalungan.

## Medio Ambiente
Los árboles abundan en las zonas de montaña, donde habitan pájaros exóticos, como el Águila de Filipinas, en peligro de extinción. Por la gran variedad de atractivos naturales, la zona es ideal para practicar el senderismo.